# 朱塞佩·萨拉科
朱塞佩·萨拉科（義大利語：Giuseppe Saracco，1821年10月6日—1907年1月19日），是意大利王国时期经济学家、历史左派政治家。1900年6月路易吉·佩卢政府倒台后，萨拉科随即被委任组阁。他任职至次年2月，期间曾经历翁贝托国王遇刺，后因“热那亚码头工人罢工事件”被议会弹劾而总辞。